# Pilota a Llonges
Les Llonges són una modalitat del Joc de Pilota pròpia del municipi del Pinós, al Vinalopó Mitjà.
És una modalitat de joc directe com la de Galotxetes de la veïna Monòver, amb lleugeres diferències en la normativa i un estil de joc més ràpid per la diferència de mida entre les Galotxetes i el recinte del Pinós, d'on la modalitat rep el nom.

## El joc
Com les Galotxetes, el joc consisteix a passar la pilota per dalt de la corda central al primer bot, sempre intentant col·locar-la a l'interior dels caixons. Cada quinze comença amb la ferida, realitzada des d'una banqueta adossada a la paret, a la vora de la corda, i la pilota ha de col·locar-se a dins del dau.
Les pilotes estan fetes amb draps arrodonits i premsats, que després són recoberts per llana i vetes cosides o esparadrap. La mida és lleugerament més gran que la pilota de vaqueta. Des de finals del segle xx, al Pinós s'utilitzen pilotes elaborades a Monòver.
Pel que fa la canxa, s'ha jugat a recintes tancats d'una vintena de metres de llarg i 3 d'ample. Hi ha rebots i un tamborí i també una corda central d'uns 90 cm d'alçària, sense escala. Actualment, hi han dos llonges al poliesportiu del Pinós, en actiu des de la dècada de 1970. A mitjans dels anys 90, es van cobrir les pistes.

## Galeria
- Quinze d'una partida, agost de 2017.

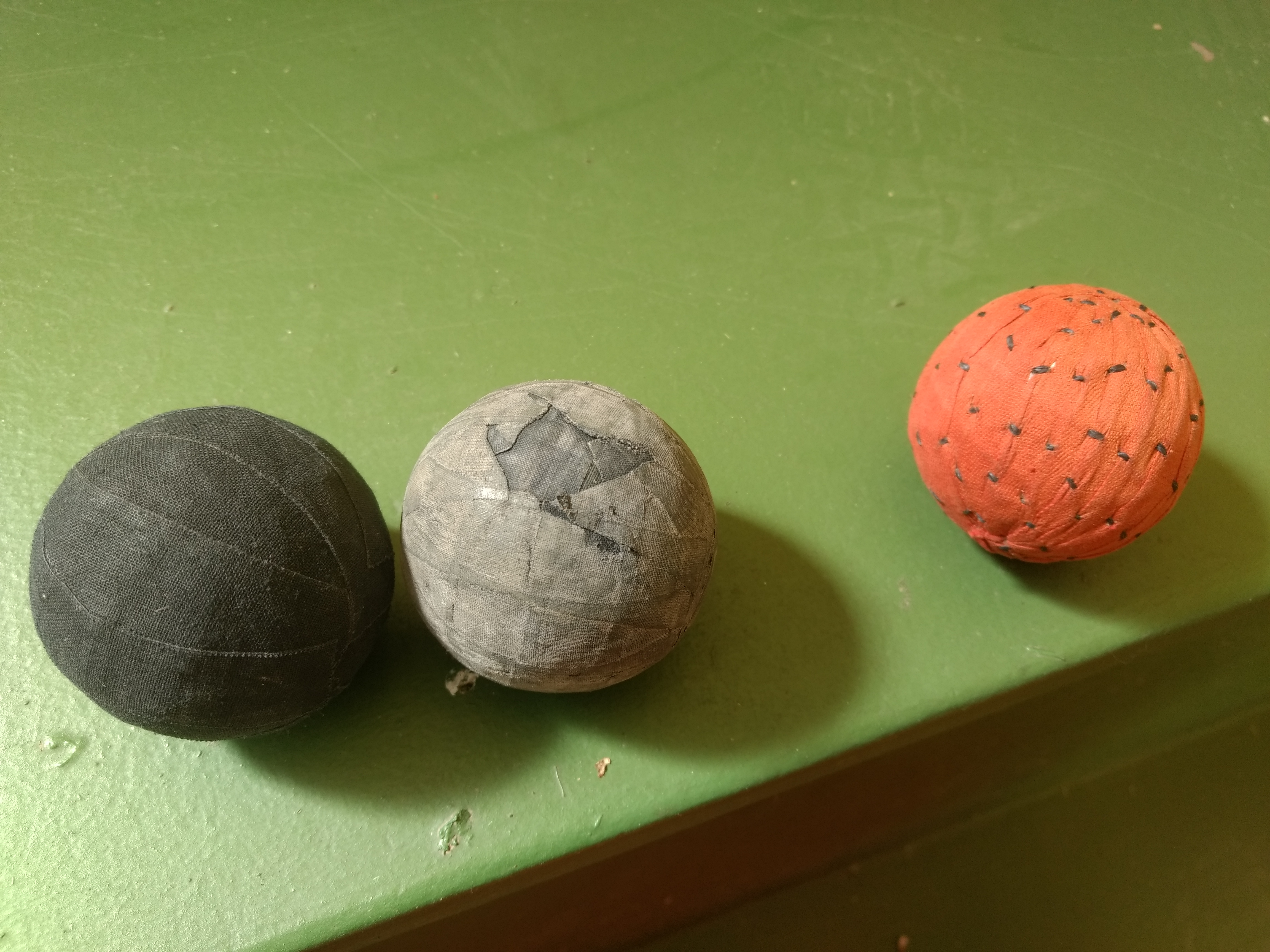
Pilotes utilitzades. Una nova i una gastada, cobertes d'esparadrap, i una dels anys 70 coberta de fil.
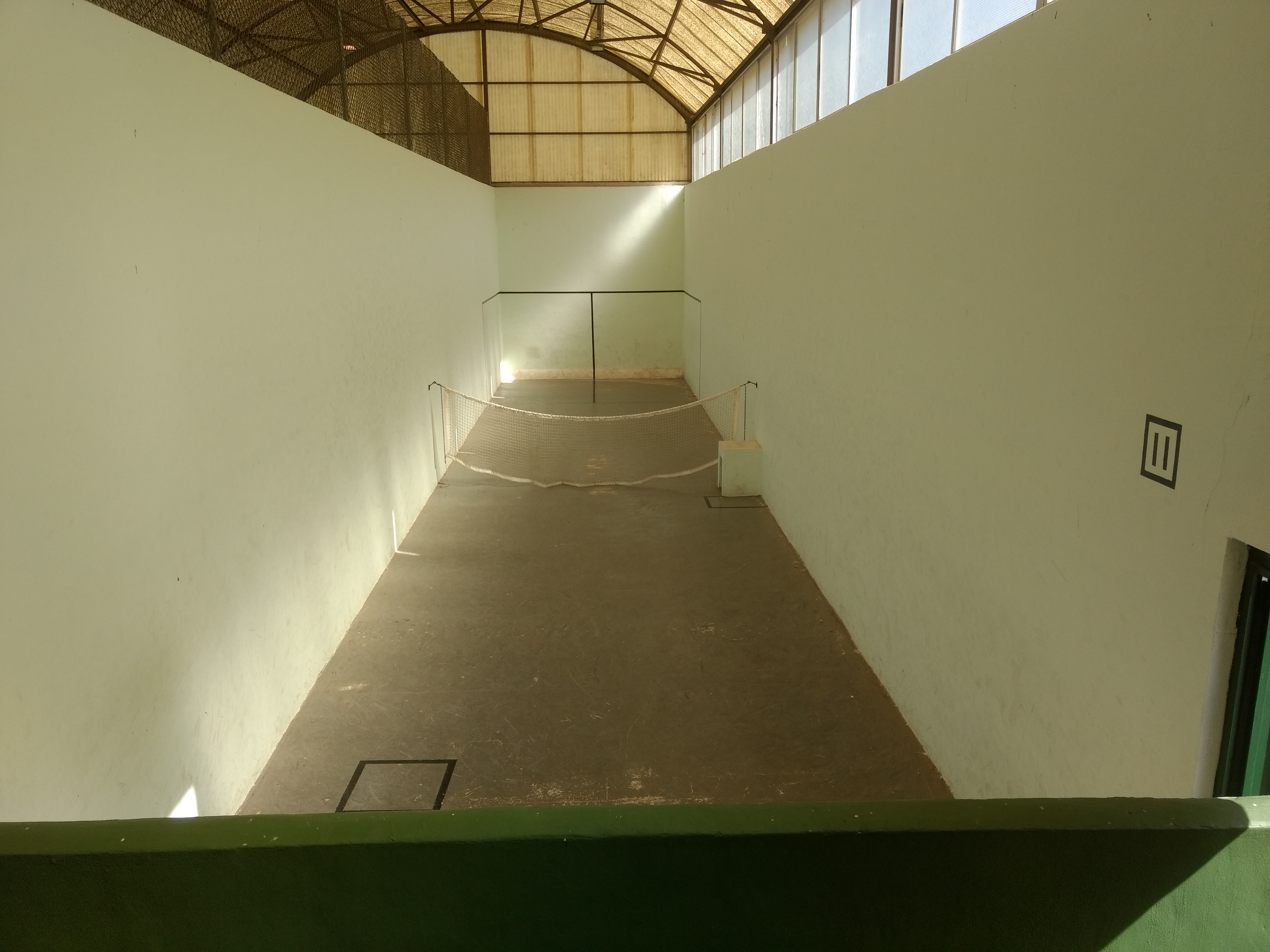
Llonja buida.
- Membres del Club de Llonges expliquen els dos tipus de treta que hi ha hagut al joc.